# Jan-Niklas Beste
Jan-Niklas Beste, né le 4 janvier 1999 à Hamm en Allemagne, est un footballeur allemand qui évolue au poste d'ailier gauche ou d'arrière gauche au SC Fribourg.

## Biographie

### Formation et débuts
Né à Hamm en Allemagne Jan-Niklas Beste commence le football au VfL Mark 1928 puis dans le club local du Hammer SpVg avant d'être formé au Borussia Dortmund. Il joue son premier match en professionnel le 12 août 2017, à l'occasion d'une rencontre de coupe d'Allemagne face au 1. FC Rielasingen-Arlen (en). Titulaire, il se fait remarquer en délivrant une passe décisive pour Marc Bartra sur l'ouverture du score, et son équipe l'emporte par quatre buts à zéro.
Le 4 juillet 2018 Jan-Niklas Beste s'engage en faveur du Werder Brême, où il est dans un premier temps laissé à disposition de l'équipe réserve.
Le 18 juin 2019 Beste est prêté pour une saison aux Pays-Bas, au FC Emmen. Il découvre alors l'Eredivisie lors de la saison 2019-2020.

### Jahn Ratisbonne
Le 23 juillet 2020, Jan-Niklas Beste est prêté pour deux saisons au Jahn Ratisbonne, club évoluant en 2. Bundesliga (deuxième division).
Pour sa première saison avec Ratisbonne, il inscrit deux buts en championnat.

### FC Heidenheim
Lors de l'été 2022, Jan-Niklas Beste rejoint le FC Heidenheim. Le transfert est annoncé le 15 juin 2022 et il signe un contrat courant jusqu'en juin 2025.
Beste se fait remarquer le 5 novembre 2022 en réalisant son premier doublé pour Heidenheim, lors d'un match de championnat contre le SC Paderborn 07. Il contribue ainsi à la victoire de son équipe par trois buts à zéro.

### SL Benfica Lisbonne
Le 11 juillet 2024, le joueur signe un contrat de 5 ans aux alentours de 10M€ avec le Benfica Lisbonne après une très bonne saison du côté du 1.FC Heidenheim en Bundesliga.

### En sélection
Jan-Niklas Beste inscrit deux buts dans la catégorie des moins de 17 ans, lors de matchs amicaux contre Israël et l'Angleterre. Il est ensuite retenu afin de participer au championnat d'Europe des moins de 17 ans en 2016. Lors de ce tournoi organisé en Azerbaïdjan, il joue les cinq matchs de son équipe, dont trois comme titulaire. Il délivre une passe décisive contre la Bosnie-Herzégovine en phase de poule. Les jeunes allemands s'inclinent en demi-finale face à l'Espagne (1-2).
Par la suite, avec les moins de 19 ans, il inscrit trois buts lors des éliminatoires du championnat d'Europe 2018, contre l'Irlande du Nord, la Pologne et enfin la Norvège.
Enfin, avec les moins de 20 ans, il marque un but contre la Suisse en octobre 2018.
Le 14 mars 2024, Jan-Niklas Beste est convoqué pour la première fois avec l'équipe nationale d'Allemagne par le sélectionneur Julian Nagelsmann.

## Palmarès
FC Heidenheim
- Championnat d'Allemagne de deuxième division
  - Champion : 2023